# نظرية حدوة الفرس

أنصار نظرية حدوة الفرس يزعمون بأن اليسار المتطرف واليمين المتطرف هما أقرب لبعضهما من المعتدل السياسي.

في الفلسفة السياسية، نظرية حدوة الفرس تفترض أن أقصى اليسار وأقصى اليمين، بدلا من أن يكونا على طرفي نقيض لطيف سياسي خطي استمراري، فهما في الواقع يشبه أحدهما بالآخر شبهًا كثيرًا، كما يقترب كل طرف من طرفي حدوة الفرس من الطرف الآخر. النظرية تُنسب إلى الكاتب الفرنسي جان-بيير فاي. ويشير أنصار النظرية إلى بعض التشابهات بين اليسار المتطرف واليمين المتطرف، ومن ضمنها الميول للانجذاب نحو السلطوية  والشمولية.
نظرية حدوة الفرس يتنافس مباشرة مع نظرية الخط الاستمراري اليساري اليميني الاعتيادي، بالإضافة إلى نظريات عديدة تفترض وجود أنظمة متعددة البعد.

## انتقاد
تنتقد نظرية حدوة الفرس، ليس من قبل الناس على كلَي طرفي الطيف السياسي الذين يعارضون تصنيفهم مع من يعتبرونهم مضاديهم القطبيين فقط، بل حتى من قبل من يعتبر نظرية حدوة الفرس تبسيطا لمعتقدات سياسية يتجاهل اختلافاتهما الأساسية.

سيمون تشوت، وهو محاضر كبير في التنظير السياسي بجامعة كينغستون، ينتقد نظرية حدوة الفرس من موقف يساري. يحاجج بأن عقائد أقصى اليسار وأقصى اليمين لا تتشاركان تشابهات إلا بأثكر معنى إبهاما بما أن كليهم تعارضان وضع الديموقراطية الليبرالية الراهن، ولكنهما لكل منهما أسباب لذلك وأقصاد بذلك تختلفان عن أسباب وأقصاد الآخر. يتخذ تشوت العولمة مثالا: يهاجم كل من أقصى اليسار وأقصى اليمين العولمة النيوليبرالية ونخبوييها، ولكنهما لهم آراء مختلفة عن من هم أولئك النخبويين، وأسباب مختلفة لهاجمتهم:
بالنسبة لليسار، المشكلة في العولمة هي أنها تعطي للرأسمال السيادة المطلقة وترسّخ عدم المساواة الاقتصادي والسياسي. الحل إذًا هو تطبيق لوائح على الرأسمال وسمح الناس نفس حرية الانتقال المعطاة للرأسمال والبضائع والخدمات. يريدون بديلا للعولمة. أما بالنسبة لليمين، فالمشكلة في الولمة هي أنها تتأكل مجتمعات ثقافية وعرقية المفترض أنها تقليدية ومتماثلة، إذ حلُهم هو عكس مسار العولمة، حماية للرأسمال القومي وتطبيق المزيد من القيود على انتقال الناس.
يجادل تشوت كذلك أن، مع أن أنصار نظرية حدوة الفرس قد يذكرون أمثلة التواطؤ بين الفاشيين والشيوعيين، إلا أن من هم على أقصى السار عادة يعارضون صعود أقصى اليمين والنظم الفاشية في بلادهم. بالأحرى، يقول تشوت، كان المعتدلون من يدعمون أقصى اليمين والنظم الفاشية يفضلون زمام السلطة في أياديهم بدلا من في أيادي الاشتراكيين.

## في الثقافة الشعبية
- نظرية حدوة الفرس عنوان فيلم قصير من نوع كوميديا رومانسية لجوناثان دانيل برَون فيما يلتقي جهادي من داعش وناصر سيادة البيض عقب صفقة أسلحة على الإنترنت ويقعان في الحب بعد اكتشاف مقدار الأشياء المشتركة بينهما.